# كورنيليا ليستر
كورنيليا ليستر (بالسويدية: Cornelia Lister)‏ مواليد 26 مايو 1994 في لينشوبينغ، هي لاعبة كرة مضرب سويدية. أعلى تصنيف لها في الفردي كان المركز الـ 648 في سنة 2015. أعلى تصنيف لها في الزوجي كان المركز الـ 295 في سنة 2015.

## النهائيات

### الفردي (0–1)
| الحصيلة | الرقم | التاريخ       | الدورة         | الأرضية | المنافس      | النتيجة |
| ------- | ----- | ------------- | -------------- | ------- | ------------ | ------- |
| الوصافة | 1.    | 8 نوفمبر 2014 | أوسلو، النرويج | صلبة    | كارين بريتزا | 2-6 2-6 |

## روابط خارجية
- كورنيليا ليستر على موقع رابطة محترفات التنس (الإنجليزية)
- كورنيليا ليستر على موقع الاتحاد الدولي لكرة المضرب (الإنجليزية)
- كورنيليا ليستر على موقع كأس بيلي جين كينغ (الإنجليزية)
- كورنيليا ليستر على موقع خلاصة التنس.كوم (الإنجليزية)
- كورنيليا ليستر على موقع إي إس بي إن.كوم (الإنجليزية)